# Ctimene detecta
Ctimene detecta là một loài bướm đêm trong họ Geometridae.